# Præmaturitet
Ved præmaturitet forstås tidlig fødsel, dvs. fødsel før udgangen af uge 37 (en normal graviditet varer 40 uger). 5 – 7% af alle børn fødes i dag for tidligt. Udviklingsdefekter i fosterperioden, komplikationer under svangerskabet eller under fødslen betyder, at for tidligt fødte børn er mere udsatte for eventuelle skader i flere organsystemer end børn, der er født efter en normal svangerskabsperiode.
De mest almindelige neurologiske følgetilstande, som er forbundet med for tidlig fødsel, er udviklingshæmning, cerebral parese, syns- og hørenedsættelse og epilepsi. Også ADHD er involveret.
For tidligt fødte børn er særligt sensitive overfor sansepåvirkninger og har vanskeligheder ved at tilpasse deres reaktioner. De har en mindre udviklet evne til at bearbejde informationer, og der kan derfor opstå forskellige vanskeligheder i kontakten mellem forældre og det for tidligt fødte barn, fordi omsorgspersonerne meget let kommer til at over- eller understimulere det.

## Fysiologiskeproblemer
Vækst- og trivselsproblemer er særligt markante hos disse børn. Mave-tarmkanalen er umoden med nedsat evne til at optage og omsætte næringsstoffer. Dette vanskeliggør ernæringen. For tidligt fødte børn har desuden en umoden lungefunktion, som medfører en mere udtalt og længerevarende gulsot i perioden lige efter fødslen.

## Centralnervesystemet
På samme måde som lunger og lever er umodne i deres funktion hos for tidligt fødte børn, er også centralnervesystemet og dets reguleringsmekanisme umodent. Den uregelmæssige respiration med kortvarige vejrtrækningsstop er et af tegnene herpå.
Ligeledes ses sparsom motorisk aktivitet og nedsat muskeltonus. Hjernen er det mest udsatte organ, og hjerneblødning omkring hjernens hulrum (ventriklen) udgør en betydelig risiko. Mangel på ilt er den vigtigste årsag til skader.

## Syn
Nethindens blodkar er hos præmature børn meget følsomme for for højt iltindhold i retinakarrene. For tidligt fødte børn har en særlig risiko for at få tre typer synsvanskeligheder.
Den ene er præmaturitetsretinopati (R.O.P), som er skader på øjets nethinde. Risikoen kan reduceres ved nøje kontrol af ilttilførsel og ved at reducere brugen af for stærkt lys. R.O.P er den mest betydelige lidelse hos disse børn og skyldes, at for meget ilt kan have skadelig virkning på øjets nethinde. Skaden kan i nogle tilfælde føre til blindhed på grund af nethindeløsning. R.O.P er blevet meget sjælden de seneste 10 år.
Den anden synsvanskelighed er strabismus (skelen). Skelen er meget almindelig hos børn, der har cerebral parese eller er psykisk udviklingshæmmede. Ligeledes er synsnervesvind ofte forbundet med svær cerebral parese. En betingelse for normal synsfunktion er, at stimuleringen af de to hjernehalvdele er sammenfaldende. Børn med skelen kan begynde at undertrykke information fra det ene øje.
Den tredje risiko omfatter bearbejdningsmæssige forstyrrelser. Nogle undersøgelser viser, at en del for tidligt fødte børn senere kan få synsproblemer, selv om de ikke har R.O.P. Nogle undersøgelser viser, at flere har cerebral synsnedsættelse (CVI).
En nyere norsk undersøgelse har set nærmere på dette fænomen hos 13 for tidligt fødte børn mellem 4-14 år. Ingen af dem var mentalt retarderede. Alle havde haft blødninger omkring hjernens hulrum med efterfølgende svind af hjernevævet, og alle havde en synsstyrke mindre end eller lig med 6/18. Problemet var, at de alle fungerede synsmæssigt dårligt uanset deres målte synsstyrke. Synet kunne skifte dagen igennem. Form og lokalisationsgenkendelse var dårlig. I ukendte omgivelser kunne de ikke finde vej. De kunne ikke genkende ansigter, men i kendte omgivelser fungerede de visuelt helt normalt.
Af andre øjensygdomme kan nævnes nystagmus (ufrivillige øjenbevægelser), cataract (grå stær), glaucom (grøn stær) og brydningsfejl.

## Hørelse
Der har været nogen uklarhed om, hvorvidt for tidligt fødte børn er mere udsatte for at få hørenedsættelser end børn født til tiden. Men efterhånden har man kunnet slå fast, at børn med lav fødselsvægt har en øget risiko for alvorlige hørenedsættelser.
Ser man bort fra høreproblemer på grund af komplikationer i mellemøret, forekommer sensorineuralt høretab sandsynligvis hos 3-4% af alle børn med lav fødselsvægt. Sædvanligvis drejer det sig om nedsat følsomhed for de højere frekvenser inden for taleområdet (500-4000 Hz).
Sensorineuralt høretab hos for tidligt fødte børn kan have sammenhæng med blødninger i det indre øre, som kan forårsage skader i høreområdet i hjernestammen. Også medikamenter i behandlingen på fødeafdelingen kan være årsag til høretab.

## Motorik
Også cerebral parese ses hos præmaturbørn. Den vigtigste årsag er en blødning i vævet omkring sideventriklen. Nogle af de små børn kan være kluntede eller have en dårlig koordination. I tilfælde, hvor børnene neurologisk set er "normale", finder man ofte en forsinket motorisk funktion. Nogle børn er meget aktive og krævende.

## Oral stimulation
Barnets sanser dannes i starten af graviditeten, men modnes først i den sidste del af graviditeten og udvikles op gennem barndommen. Præmature børn kommer til verden “umodne” før deres lunger, deres sutterefleks og deres sanser er færdigudviklede. Under fostertilstanden øver spædbarnet sig på at sutte på tommelfingre, her udvikles sutterefleksen. Dette er en universel evne som barnet skal bruge til at optage næring selvstændigt. Denne øvelse fratages præmature børn da evnen ikke er modnet inden fødsel, og de kan derfor have vanskeligheder ved at få noget ind i munden så som f.eks. et bryst eller en sutteflaske. De umodne sanser medfører et sart sansesystem hos de præmature børn, hvilket gør at de kan have svært ved at sortere i sanseindtryk, som kan forårsage vanskeligheder under spiseudviklingen.  
Ifølge et RCT-studie fra University and Polytechnic Hospital La Fe, Valencia, Spain viser det sig, at oral stimulation hos præmature børn har betydelig effekt på deres udvikling af spiseevnen. Studiet konkluderer, at oral stimulation fremskynder udskrivelsen fra hospitalet, da de præmature børn skal kunne indtage en vis mængde næring for at opnå udskrivningskriterierne.
Det er typisk ergoterapeuter der arbejder med oral stimulation. Oral stimulation går ud på at stimulere følesansen i mund og svælg, samt bevægelser i munden herunder f.eks. bevægelse af tungen, fordi tungen reflektorisk vil bevæge sig derhen hvor hjælperen stimulerer. Formålet er altså sammenfattende at øge perceptionen, synkefunktionen, fremme bevægelserne i munden og øge vågenheden hos barnet. Vigtigst af alt er at have et skarpt øje for det præmature barns reaktion på stimulationen, kan de tolerere alle de stimuli eller viser de tegn på ubehag ved berøringen af munden?